# Boris Vladimirovič
Boris Vladimirovič, rusky Борис Влади́мирович (okolo 986 – 24. července (6. srpna) 1015), po křtu Roman, kníže rostovský (okolo 1010 – 1015), syn kyjevského knížete Vladimíra I. (Svatého) od „bolgariny“ (zřejmě se jedná o bulharskou carevnu, dceru vládce Volžského Bulharska).
Byl kanonizován spolu se svým bratrem Glebem Ruskou pravoslavnou církví jako strastotěrpec – svatí Boris a Gleb. Den jejich památky se vzpomíná 6. srpna (24. července podle starého kalendáře). Pohřbeni jsou ve Vyšgorodě. Boris a Gleb se stali prvními ruskými svatými, jejich svatořečení je učinilo patrony ruských zemí a nebeskými pomocníky ruských panovníků.

## Život
Podle kyjevského Letopisu Pověst dávných let při druhém dělení Kyjevské Rusi (v letech 994– 996) dostal území Rostovsko-suzdalského knížectví, kterému do té doby vládl jeho bratr Jaroslav I. Moudrý. Od druhého rozdělení Kyjevské Rusi až do roku 1015 se již o něm žádné informace nedochovaly a v kronikách jeho osoba není zmiňována.
V roce 1015 Vladimír I. onemocněl a Boris se vrátil do Kyjeva. O něco později po jeho příchodu se v zemi rozšířila zpráva o nájezdu Pečeněhů. Otec ho proto poslal s družinou, aby jejich rychlý postup na Kyjev trochu zpomalil. Ale Boris Pečeněhy nikde neviděl, a tak se vrátil a usadil se u řeky Alta. Zde se dozvěděl o smrti svého otce a novém nástupci kyjevského trůnu – Svatoplukovi I. Jeho družina byla nyní přesvědčena, že je nejvyšší čas zaútočit na nového panovníka Kyjevské Rusi a svrhnout ho z trůnu. Boris však s postupem svých vojáků nesouhlasil a ti ho opustili.
Mezitím kníže Svatopluk I. pod záminkou, že nabídne Borisovi rozšíření jeho knížecího údělu, k němu vyslal nájemné vrahy, kteří ho měli zavraždit. Když Boris večer před spaním skončil svou modlitbu, do jeho stanu vtrhli nájemní vrazi a kopím probodli Borisovo tělo, které se ještě snažil bránit tělem jeho sluha. Borise se však nepodařilo zabít napoprvé. Tělo tedy zabalili do plachty od stanu a převezli ho ke Svatoplukovi, který přikázal svým dvěma varjažským pomocníkům bodnout ho do srdce mečem.
Borisovo tělo tajně převezli do Vyšhorodu, kde ho pochovali ve chrámu sv. Vasilije. Takto jen jako 25letý zemřel nejoblíbenější syn Vladimíra I. Velikého, který byl známý láskou k církevnímu zpěvu a modlitbě.

### Verze smrti
Historici A. Golovko, N. Iljinyj a A. Grabskij na základě skandinávské Ságy o Ejmundovi zastávají názor, že smrt Borise byla „dílem rukou“ Varjagů, které poslal Jaroslav I. Moudrý. Hovoří se o tom v části o válce mezi Jarislejfem (Jaroslav I. Moudrý) a Burislejfem (Boris Vladimirovič). Někteří historici si však myslí, že to může být i polský král Boleslav I. Chrabrý.